# Senya R9
Senya R9 или Senia R9 — компактный кроссовер, выпускавшийся подразделением Senya (森雅) компании FAW.

## Описание
Выпуск пятиместного кроссовера Senya R9 начался в 2017 году. Сборка автомобиля организована на заводе компании FAW Jilin. В иерархии автомобиль был расположен выше субкомпактного кроссовера Senia R7.
Senya R9 дебютировал в апреле 2018 года на Пекинском автосалоне. Продажи начались в мае 2018 года.
Ценовой диапазон варьировался от 83900 до 125900 юаней.